# Kanton Boulogne-Billancourt-Sud
Der Kanton Boulogne-Billancourt-Sud war von 1967 bis 2015 ein französischer Wahlkreis im Arrondissement Boulogne-Billancourt, im Département Hauts-de-Seine und in der Region Île-de-France.
Der Kanton bestand aus einem Teil der Stadt Boulogne-Billancourt.

## Bevölkerungsentwicklung
| 1990   | 1999   | 2008   |
| ------ | ------ | ------ |
| 42.127 | 44.023 | 47.263 |